# Phytoeciini
Los fitoeciínos (Phytoeciini) son una tribu de coleópteros crisomeloideos de la familia Cerambycidae.

## Géneros
Tiene los siguientes géneros:
- Conizonia - Mallosia - Mallosiola - Micromallosia - Nupserha - Oberea - Oxylia - Paramallosia - Phytoecia - Pteromallosia[1]